# Sonja Zimmermann
Sonja Zimmermann (Grünstadt, 15 de junio de 1999) es una jugadora alemana de hockey sobre césped.

## Trayectoria
Zimmermann debutó con la selección de Alemania en 2019. En 2019 llegó a semifinales de la Pro League, pero perdió contra Países Bajos por 2 a 1. En el partido por el tercer lugar venció a Argentina, en los penales, luego de empatar 1 a 1. Fue subcampeona de la Pro League 2023/24, por detrás de Países Bajos. Tuvo su primera participación olímpica en los Juegos Olímpicos de Tokio 2020. En el torneo cayó ante Argentina en cuartos de final por 3 a 0. En los Juegos Olímpicos de París 2024 avanzó hasta cuartos de final y perdió nuevamente contra Argentina.